# Цзян Цземінь
Цзян Цземінь (кит. трад. 江澤民, спр. 江泽民, піньїнь: Jiāng Zémín; 17 серпня 1926, Янчжоу, Цзянсу, Китай — 30 листопада 2022, Шанхай, КНР) — китайський державний діяч, генеральний секретар ЦК КПК у 1989—2002, голова Військової ради ЦК КПК у 1989—2004, голова Центральної військової ради КНР з 1990 по 2005, голова КНР з 1993 по 2003.

## Біографія
Народився 17 серпня 1926 у місті Янчжоу, Цзянсу, у родині інтелігентів. Дід був лікарем, який спеціалізувався в галузі китайської традиційної медицини, захоплювався живописом та каліграфією. Батько писав вірші, у роки антияпонської війни видавав патріотичні журнали, вступив до компартії, яка була у підпіллі. У віці 28 років загинув у збройній сутичці. Цзян Цземінь пішов шляхом батька. у 40-ві роки під час навчання у престижному Шанхайському університеті транспорту та зв'язку долучився до підпільної роботи. 1946 року вступив до КПК.
Після утворення КНР майже 30 років пропрацював у системі міністерства машинобудування, де пройшов шлях від керівника низової ланки до директора великого НДІ. Студентом проходив практику на Московському автозаводі ім. І. В. Сталіна. Як відзначають російські фахівці, у роки Культурної революції зазнав «трудового виховання» як рядовий службовець НДІ. Його непримиренне ставлення до лівацтва було помічено, і під кінець Культурної революції Цзян Цземіня послали до Шанхаю у складі робочої групи ЦК партії для розслідування злочинів «банди чотирьох».
На початку 1980-х років був міністром електронної промисловості та сприяв впровадженню багатьох передових закордонних технологій, встановив зв'язки з впливовими працівниками ВПК. Був знайомий зі створенням спеціальних економічних зон та залученням до країни іноземного капіталу. У вісімдесяті роки побував у зонах вільної торгівлі понад десяти країн.
У 1985—1989 роках працював у Шанхаї мером, а потім секретарем парткому.

## При владі
Очолив КПК 1989 року, коли після розгону студентської демонстрації на площі Тяньаньмень у Пекіні було звільнено з посади та взято під домашній арешт генерального секретаря ЦК КПК Чжао Цзияна, який підтримав вимоги протестувальників про необхідність політичних свобод у КНР.
За пропозицією тодішнього керівника КНР Ден Сяопіна партію очолив керівник партійної організації Шанхаю Цзян Цземінь. Спочатку його вважали тимчасовою, перехідною фігурою, але він швидко зумів взяти до своїх рук контроль над партією, урядом та армією, а у 1993 став головою КНР.
У своїй політиці продовжив реформи, розпочаті Ден Сяопіном. Очоливши Китай, відразу почав боротьбу за світові ринки; Цзян Цземінь вивів економіку КНР на сьоме місце у світі. За Цзян Цземіня Китай вступив до СОТ, зміцнив свій економічний та військовий потенціал, зробив заявку на лідерство в Азійсько-Тихоокеанському регіоні (АТР), прийняв на правах господаря саміт АСЕАН у Шанхаї, виграв заявку на проведення Олімпійських ігор 2008 року.
Попри опір консерваторів у лавах КПК, Цзян Цземінь зумів зробити частиною партійної програми свою теорію «трьох представництв», зрівнявши інтелігенцію у політичних правах з робітниками та селянами і відкривши дорогу у партію приватним підприємцям.
У 2002—2005 внаслідок передачі влади у партійному та державному керівництві КНР поступився всіма найвищими партійними, державними та військовими постами на користь Ху Цзіньтао.
Однак, як зазначає до XVII з'їзду КПК (2007) журнал «Експерт» із посиланням на інформоване джерело у Пекіні, «Цзян Цземінь і після того зберігав значний вплив у партії і міг забезпечити обрання своїх прихильників до складу політбюро».

## Радянський вплив на особистість Цзян Цземіня
СРСР посідав особливе місце у політичній біографії Цзян Цземіня.
У 1950-ті роки стажувався в СРСР на автозаводі імені Сталіна (ЗІС). Саме тоді у нього сформувався особливий радянський менталітет. Цзян володів російською, знав прислів'я та приказки, співав пісні 1940–1950-х років.
У 1990-х вже у ранзі генсека китайської компартії відвідав Москву. І, нарешті, 1998 року відбулася перша в історії китайської дипломатії «зустріч без краваток». У першу чергу він зустрівся з тими людьми, з ким 1955 року працював на ЗІСі.
У 1997, підписавши з президентом Борисом Єльциним документ про світоустрій у XXI столітті та багатополюсний світ, заснований на рівноправній співпраці, а не на протистоянні блоків, вирушив до Ясної Поляни. Він давно мріяв побувати у садибі Толстого. Він попросив російських господарів не читати йому лекції про Льва Толстого, твори якого він чудово знав. Його вабили філософські основи творчості класика.

## Сім'я
Був одружений. Дружина — Ван Епін, із якою він одружився 1948 року, родом теж із Янчжоу, провінція Цзянсу.
Мав двох синів — Цзян Мяньхен і Цзян Цзінькан.

## Захоплення
Знав англійську, російську та французьку мови, був любителем літератури та музики.
Писав книги та мемуари. 11 серпня 2006 вийшла книга «Вибрані твори Цзян Цземіня», початок продажів якої широко висвітлювалося по центральному телебаченню. Зусиллями одного з викладачів Китаю, вірші голови КНР Цзян Цземіня включені до шкільних підручників з літератури. Цзян Цземінь спробував щастя на ниві поетичної творчості 1991 року, коли присвятив вірш суворій зимі на північному заході Китаю. Також він склав вірша під час свого сходження на Жовту Гору — одну зі священних вершин для жителів Піднебесної. 2001 року китайський керівник написав щонайменше три вірші, один із яких присвятив та подарував кубинському лідерові Фіделю Кастро.
Був відомий і як непоганий виконавець пісень, що іноді демонстрував у дуеті з великими співаками або із закордонними колегами. Наприклад, італійський тенор Лучано Паваротті вважав, що Цзян цілком міг би стати великою оперною зіркою. Як розповідав співак, китайський лідер запросив його разом з Хосе Каррерасом та Пласідо Домінго пообідати з ним після їхнього концерту в Пекіні. «Ми всі почали співати, — розповідав італієць. — І китайський президент співав зі мною дуетом „O sole mio“». Паваротті був вражений здібностями Цзян Цземіня.
У своїй книзі «Момент Істини» (англ. Moment of Truth) Марк Наттл (англ. Marc Nuttle) пише про дуже важливі та глибокі спостереження лідера китайської держави. Колишній кореспондент журналу «Time» Девід Айкман (David Aikman) запитав в інтерв'ю 2002 року колишнього главу держави комуністичного Китаю Цзян Цземіня, що б той хотів побажати на майбутнє своїй країні. Той відповів: «Я хочу, щоб моя країна стала християнської» (це не офіційна заява, а репліка, зронена під час приватної вечері, і віддана Айкману третьою особою).